# دایکی ایواتا
دایکی ایواتا (ژاپنی: 岩田 大樹؛ زادهٔ ۱ اکتبر ۱۹۸۵) یک بازیکن فوتبال اهل ژاپن است.
از باشگاه‌هایی که در آن بازی کرده‌است می‌توان به باشگاه فوتبال فاگیانو اوکایاما اشاره کرد.